# Golinka (województwo wielkopolskie)
Golinka – wieś w Polsce, położona w województwie wielkopolskim, w powiecie rawickim, w gminie Bojanowo.

## Historia
Wieś pierwotnie związana była z Wielkopolską. Ma metrykę średniowieczną i istnieje co najmniej od początku XV wieku. Wymieniona została w łacińskim dokumencie datowanym na 1422 Minor Golina, 1422 Parwa Golynka, 1424 Mala Golinka, 1427 Antiqua Golynka, 1449 Minor Golinka, 1464 Minor Golynya, 1512 Golynka, 1520 Minus Golinka.
Miejscowość była wsią prywatną należącą do lokalnej szlachty wielkopolskiej Kotwiczów, Golińskich, którzy od nazwy wsi utworzyli swoje odmiejscowe nazwisko. W 1447 wieś leżała w powiecie kościańskim. W 1580 w powiecie kościańskim Korony Królestwa Polskiego. W 1580 należała do parafii Poniec.
W latach 1421–1447 właścicielem we wsi był Konrad Goliński herbu Kotwicz. W 1447 Konrad Goliński, syn lub ojciec wymienionego wcześniej, zapisał swojej żonie Małgorzacie po 50 grzywien posagu oraz wiana na połowie części we wsi Golinka. W latach 1449–1476 właścicielami we wsi byli bracia niedzielni Jan oraz Bernard. W 1449 Katarzyna żona Opacza z Domaradzic zeznała w sądzie ziemskim, że bracia niedzielni Jan i Bernard z Golinki zadośćuczynili jej za spadek po matce oraz ojcu w wyniku czego umarza pozwy oraz wyroki w tej sprawie. W 1512 Anna Lampaskowa z Golinki sprzedała braciom z Zakrzewa - Piotrowi, Tomaszowi, Andrzejowi, Maciejowi oraz Wojciechowi połowę Golinki oraz jeden łan w Golinie za 120 złotych węgierskich.
W okresie Wielkiego Księstwa Poznańskiego (1815-1848) miejscowość należała do wsi większych w ówczesnym pruskim powiecie Kröben (krobskim) w rejencji poznańskiej. Golinka należała do okręgu bojanowskiego tego powiatu i stanowiła odrębny majątek, którego właścicielem był wówczas (1846) Rożnowski. Według spisu urzędowego z 1837 roku wieś liczyła 181 mieszkańców, którzy zamieszkiwali 31 dymów (domostw).
W latach 1975–1998 wieś administracyjnie należała do województwa leszczyńskiego.